# Hamurabi III. Jamhadski
Hamurabi III. je bil kralj Jamhada (Halaba, Alepa), ki je nasledil Jarim-Lima III.   in vladal od okoli 1625 pr. n. št. do okoli   1600 pr. n. št (srednja kronologija).

## Identiteta
Hamurabi III. je bil verjetno sin Jarim-Lima III. Z njegovo identiteto sta povezani dve zmešnjavi.

### Zmešnjava s Hamurabijem II.
Domneva se, da je bil Hamurabi III. kralj Hamurabi, omenjen na alalaških tablicah AIT 21 in AIT 22, čeprav je hkrati  znano tudi iz hetitskih analov, da je med uničenjem Alalaha v Jamhadu vladal Jarim-Lim III.  Ker je bil Hamurabi III. Jarim-Limov sin, Hamurabi z omenjenih tablic ni mogel biti Hamurabi III., ampak Jarim-Limov  predhodnik Hamurabi II., Hamurabi iz hetitskih virov pa Hamurabi III.
Tablice iz Alalaha, glavni vir podatkov o halabskih kraljih, se končajo s Hatušilijevim uničenjem Alalaha. Podatki so zato zelo skopi.

### Zmešnjava z Amitakumovim sinom Hamurabijem
Drugo zmešnjavo, povezano z identiteto Hamurabija III., povzroča dejstvo, da so se sin alalaškega kralja Amitakuma in njegovi potomci imenovali Hamurabi. Amitakum je imenoval svojega sina za svojega  naslednika v prisotnosti Jarim-Lima III. Hetitska besedila, povezana s sirskimi vojnami, omenjajo Jarim-Lima III. kot kralja Halaba, omenjajo pa tudi Hamurabija Halabskega, katerega očetovo ime je uničeno. Michael B. Rowton je zato nakazal dve možni identiteti tega Hamurabija: po prvi je bil Hamurabi III. Amitakumov sin, po drugi pa Jarim-Limov sin. Benno Landsberger je prepričan, da sta obe osebi Hamurabi III. Jamhadski.

## Vojna s Hetiti
Hatušili I. je med vladanjem Jarim-Lima III. izvedel več uničujočih vojnih pohodov proti Jamhadu in njegovim podložnikom. Več kampanj je izvedel tudi proti Hamurabiju III. in nazadnje napadel prestolnico Alep. Njegov napad je bil odbit, on sam pa je bil ranjen in je zaradi ran okoli leta 1620 pr. n. št. umrl.
Pred smrtjo je za svojega naslednika imenoval  svojega mlajšega vnuka Muršilija I. Napadi Hetitov so prenehali in se nadaljevali, ko je Hatušili odrasel. Hetitsko besedilo pravi, da je bilo v njegovem napadu na Jamhad opazno osebno maščevanju Hamurabiju III. in Alepu za smrt starega očeta. V napadu je uničil Alep in vojni plen in ujetnike odpeljal v Hatušo. Jamhad, nekoč velika sila na Bližnjem vzhodu, je okoli leta 1600 pr. n. št. prenehal obstajati.

## Hamurabijeva usoda in nasledstvo
V hetitskih besedilih je omenjeno, da je bil kralj Alepa ujet in nato odkupljen. Kako je odkup potekal, ni znano. Neznana je tudi končna usoda Hamurabija III. Alep je po atentatu na Muršilija I. znova zgradil alepski princ Sara-El, verjetno sin Jarim-Lima III., in sam prevzel oblast. Jamhad ni nikoli več dosegel svoje nekdanje moči.
| Hamurabi III. JamhadsekiJamhadska dinastija |                                      |                                                            |
| Vladarski nazivi                            |                                      |                                                            |
| Predhodnik: Jarim-Lim III.                  | Kralj Jamhada 1625 – 1600 pr. n. št. | NezasedenoNaslednji nosilec nazivaSara-El kot kralj Halaba |